# 제니퍼 스톤
제니퍼 스톤(Jennifer Stone, 1993년 2월 12일 ~ )은 미국의 배우, 간호사이다.

## 출연 작품
- 하이 스쿨 포제션 (2014)
- Cavegirl the Movie (미정)
- 더 위자드 리턴: 알렉스 vs. 알렉스 (2013)
- 낫씽 레프트 투 피어 (2013)
- 퀸카로 살아남는 법 2 (2011)
- 해리엣 더 스파이: 블로그 워즈 (2010)
- Dadnapped (2009)
- 우리 가족 마법사: 극장판 (2009)
- 세컨핸드 라이온스 (2003)

### 텔레비전
- 우리가족 마법사 (2007-12)